# 劉虬 (建文進士)
劉虬，字公潛，江西吉安府永樂縣人，明朝政治人物、同進士出身。

## 生平
江西鄉試第三十九名中舉。建文二年，會試第二十三名，殿試登庚辰科進士三甲第四十名，擔任行人司行人，后調任漢州知州、鬱林州知州，之後兩次擔任會試考官。后升任湖廣提學僉事。

## 家族
曾祖劉福遠，祖父劉伯深，父親劉再初。